# Oberösterreichische Versicherung
Die Oberösterreichische Versicherung AG ist ein österreichisches Versicherungsunternehmen mit Sitz in Linz (Oberösterreich).
Im Geschäftsjahr 2024 erzielte das Unternehmen verrechnete Prämien von 564,3 Millionen Euro.

## Geschichte

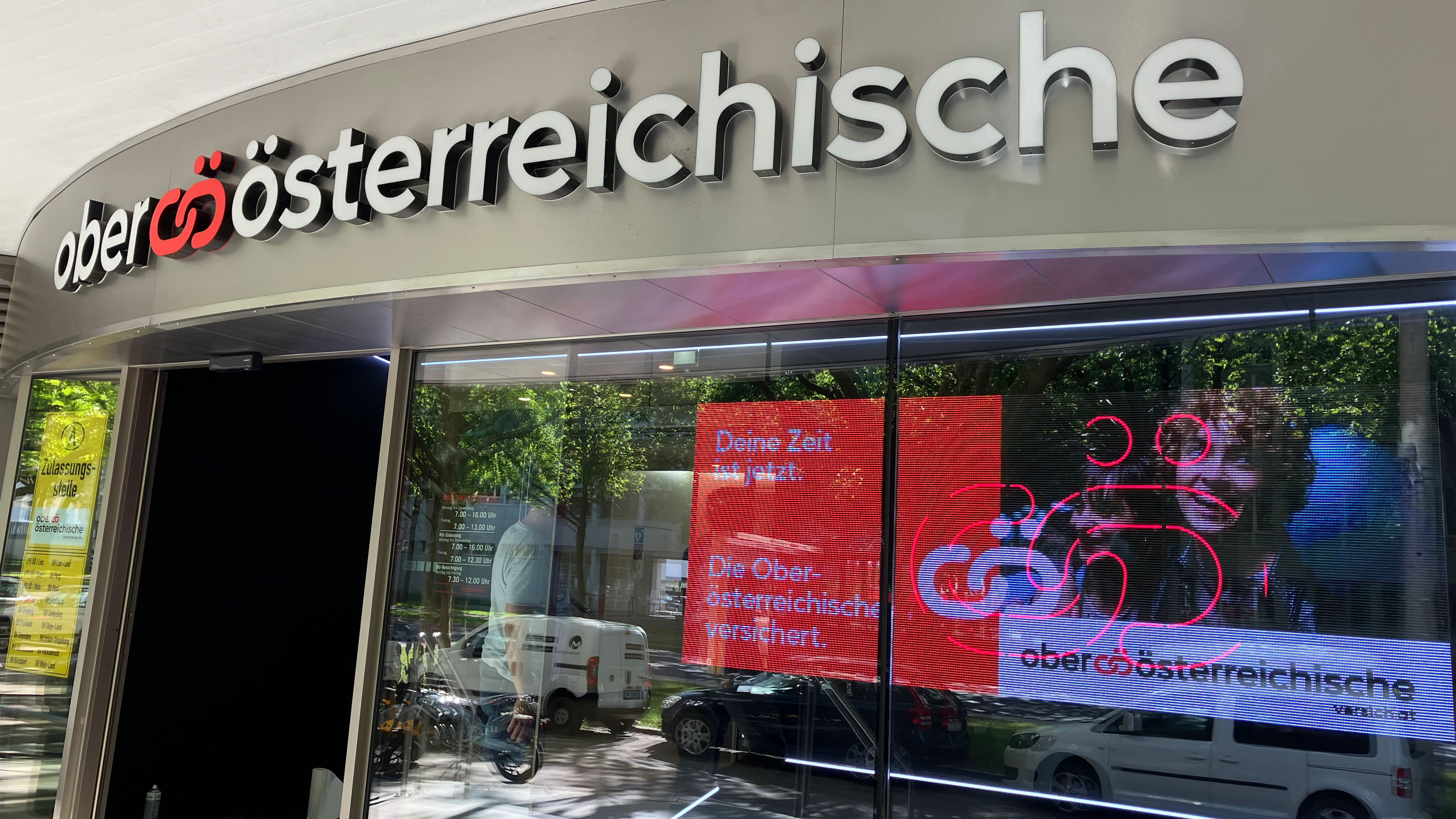
Eingangsbereich der Generaldirektion in Linz

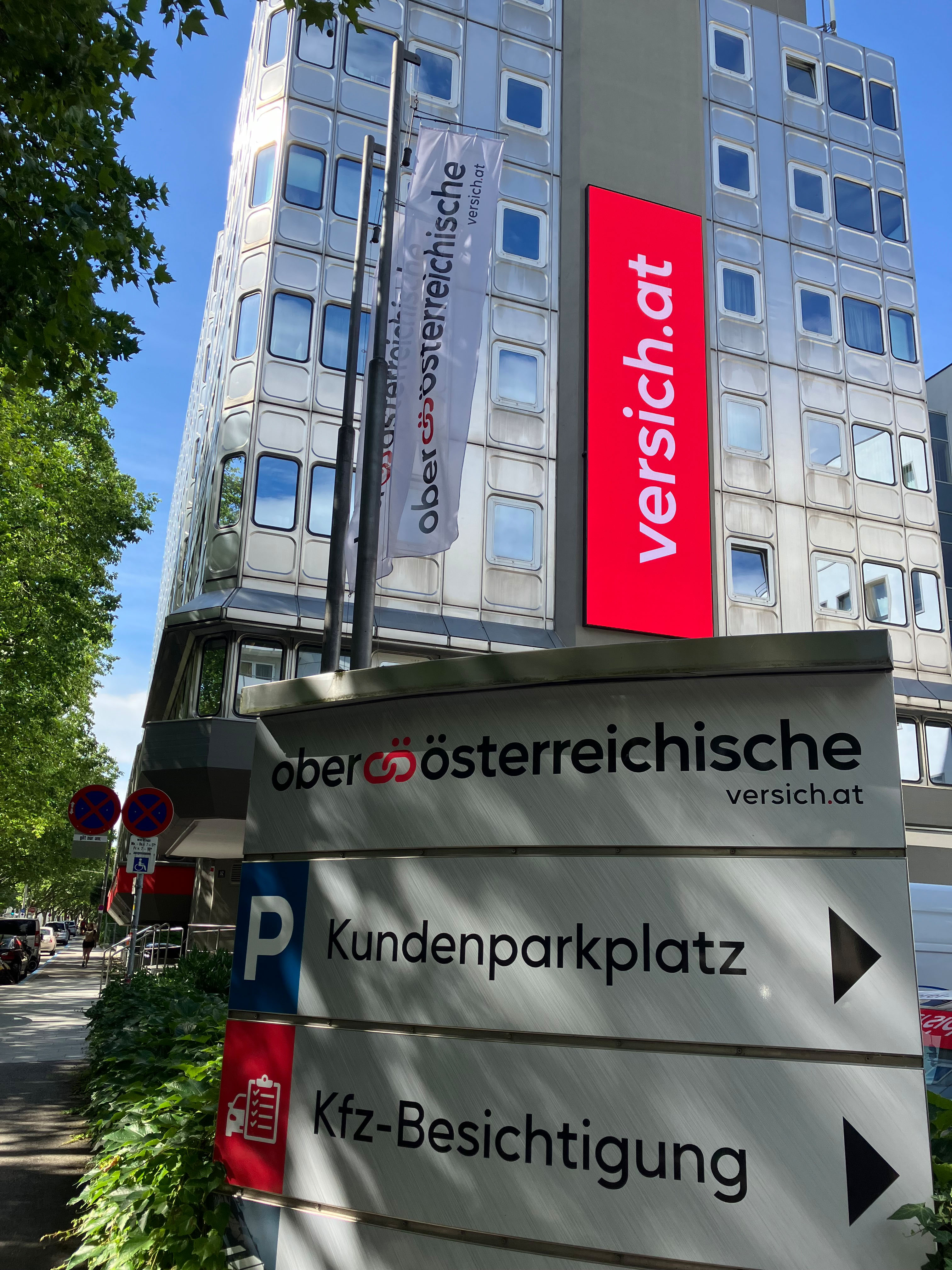
Außenansicht der Generaldirektion in Linz

### Gründung und Anfänge
Am 23. Jänner 1811 ordnete König Maximilian I. von Bayern die Errichtung einer Allgemeinen Brandversicherungsanstalt für das Königreich Bayern an. Diese Institution umfasste neben Salzburg (Bundesland) und Teilen des Hausruckviertels auch das Innviertel, das zwar 1779 mit dem Frieden von Teschen an Oberösterreich fiel, jedoch unter Napoleon Bonaparte wieder an das Königreich Bayern angegliedert wurde. Am 1. April 1811 wurde die erste bekannte Polizze des Hauses ausgestellt. Als diese Gebiete bereits fünf Jahre später wieder an Österreich zurückfielen, wurde das Versicherungsunternehmen für Salzburg und Oberösterreich gemeinsam weitergeführt.

### Ausweitung der Dienstleistungen
1877 führte die damalige Oberösterreichische wechselseitige Landes-Brandschaden-Versicherungsanstalt die sogenannte Mobiliarversicherung ein, die als Vorläufer der heutigen Haushaltsversicherung gilt. Im selben Jahr wurde die Rückversicherung als eigener Geschäftszweig etabliert.
Als Reaktion auf die sogenannte „Brandseuche“ in den 1930er Jahren gründete die Landes-Brandschaden-Versicherungsanstalt im Jahr 1932 die Landeskommission für Brandverhütung, die als Vorläufer der heutigen Brandverhütungsstelle fungierte.
Im Jahr 1952 entwickelte die Oberösterreichische Versicherung das erste Produkt zur Sturmschadenversicherung auf dem österreichischen Versicherungsmarkt. 1962 entschloss sich das Unternehmen aufgrund der zunehmenden Mobilität in der Bevölkerung, Kfz-Versicherungen sowie andere wesentliche Schadensversicherungszweige einzuführen. 1974 wurde die heutige Generaldirektion in der Linzer Gruberstraße eingerichtet und in weiterer Folge 1990 und zuletzt 2015 ausgebaut. Ebenfalls 1974 erfolgte die Umbenennung der Landesbrandschaden-Versicherungsanstalt in Oberösterreichische Versicherung. Schließlich wurde 1977 die Lebensversicherung eingeführt, die mittlerweile neben der Schaden- und Unfallversicherung eine wichtige wirtschaftliche Säule des Unternehmens darstellt. 1984 gründete die Oberösterreichische ihre Landesdirektion für die Steiermark in Leoben und ließ das Gebäude in der Kärntner Straße 289 von Juli 1991 bis April 1992 für rund fünf Millionen Schilling umbauen und renovieren. Das Gebäude beherbergt auch heute (Stand: 2025) noch die Oberösterreichische Versicherung, während die Landesdirektion mittlerweile in Graz ansässig ist. 1991 kam eine weitere in Salzburg hinzu.
Im Jahr 1994 wurde der Versicherungsbetrieb in eine Aktiengesellschaft ausgelagert. 1999 wurde eine Kooperation mit der Raiffeisenlandesbank Oberösterreich vereinbart, die dazu führte, dass die Oberösterreichische Versicherung bei den Hypo-Banken Oberösterreich und Salzburg eintrat.
2009 führte das Unternehmen eine Vorsorge mit zwei Wahlmöglichkeiten ein: eine klassische Lebensversicherung, die auch als Wertpapier- oder Aktienanlage verwendet werden kann.
Anfang Juni 2024 eröffnete die Oberösterreichische Versicherung eine Zweigstelle in Salzburg.

### Expansion nach Deutschland
Im Jahr 2007 übernahm das Unternehmen die HV Hanauer Versicherungsservice AG in Hanau, die seit 2014 als Maklerservice Deutschland vor allem im Sachversicherungsbereich tätig ist. Seit 2014 tritt die Oberösterreichische Versicherung AG auch unter ihrem eigenen Namen auf dem deutschen Markt auf. Im Oktober 2022 öffnete die neue Niederlassung der Oberösterreichischen im bayerischen Regensburg.

## Unternehmensstruktur
Das Unternehmen ist in Oberösterreich, Salzburg und der Steiermark mit einem eigenen Außendienst aktiv und arbeitet zudem über Vertriebspartner in Wien, und anderen Teilen Österreichs.
Es betreibt insgesamt 30 Kundenbüros, davon sechs in der Steiermark, eines in Salzburg, die restlichen in Oberösterreich, sowie 59 Kfz-Zulassungsstellen und eine Niederlassung im bayerischen Regensburg. Insgesamt beschäftigt die Oberösterreichische Versicherung Stand 2024 rund 679 Mitarbeiter (FTE).
Darüber hinaus ist das Unternehmen Mitglied im Verband der Versicherungsunternehmen Österreichs (VVO), im Gesamtverband der Deutschen Versicherungswirtschaft (GDV), in der Vereinigung Österreichischer Länderversicherer sowie in der Arbeitsgemeinschaft der in Oberösterreich tätigen Versicherer.

### Kennzahlen
Im Jahr 2024 betrug das Prämienvolumen des Konzerns 564,3 Millionen Euro, ein Anstieg im Vergleich zu 531,7 Millionen Euro im Vorjahr. Das Ergebnis gewöhnlicher Geschäftstätigkeit lag bei 38,9 Millionen Euro. Das Unternehmen verwaltete 2024 über 1,83 Millionen Versicherungsverträge für rund 459.000 Kunden. Trotz Herausforderungen wie Extremwetterereignissen und Inflation konnte die Oberösterreichische Versicherung im Bereich der Schaden-Unfall-Versicherung eine Prämiensteigerung von 6,1 Prozent im Vergleich zum Vorjahreszeitraum verzeichnen.

### Personen
Seit dem 1. Jänner 2021 wird das Unternehmen von einem Zweiervorstand geleitet, bestehend aus Generaldirektor Othmar Nagl als Vorsitzendem und Kathrin Kühtreiber-Leitner als weiteres Vorstandsmitglied. Der vorherige Generaldirektor a. D. Josef Stockinger trat am 31. Dezember 2020 auf eigenen Wunsch in den Ruhestand.
Bis Juni 2019 war Leo Windtner, der frühere Generaldirektor der Energie AG Oberösterreich, Präsident des Aufsichtsrates. Ihm folgte Vizekanzler a. D. Reinhold Mitterlehner im Jahr 2019. Bei der konstituierenden Sitzung am 17. April 2024 wurde Maximilian Hiegelsberger, Präsident des Oberösterreichischen Landtags, zum neuen Aufsichtsratspräsidenten gewählt, während Herwig Mahr als Vizepräsident fungiert. Weiterhin gehört Stefan Sandberger zum Präsidium.

## Dienstleistungen

### Privatkunden
Im Bereich Wohnen bieten die Oberösterreichische Versicherung eine Haushaltsversicherung sowie eine Eigenheimversicherung an. Für Dauercamper gibt es ebenfalls eine spezielle Versicherung.
Weiterhin bietet das Unternehmen Unfallversicherungen, Vorsorgeversicherungen (Pensionsvorsorge, Kapitalvorsorge), Kfz-Versicherungen, Haftpflicht- und Rechtsschutzversicherungen, Risikoangebote (Berufsunfähigkeitsversicherungen und Begräbniskostenvorsorgen) und Reiseversicherungen an.
Ein Rundum-Service steht bei Autopannen oder Unfällen im Ausland zur Verfügung.
Zudem werden auch Versicherungen für Kinder und Jugendliche angeboten.

### Unternehmen und Kommunen
Die Oberösterreichische Versicherung bietet Unternehmen verschiedene Versicherungsprodukte an. Dazu gehören eine Gewerbeversicherung und ein IT-Sicherheitspaket mit einer Cyber-Versicherung. Außerdem gibt es Optionen für eine betriebliche Altersvorsorge, eine Kollektivunfallversicherung sowie eine Fuhrparkversicherung.
Für Gemeinden gibt es eine Gemeindeversicherung sowie unter anderem Versicherungen für Unfälle und eine Haftpflichtversicherung für Gemeinde- und Feuerwehrfahrzeuge.
Im landwirtschaftlichen Bereich werden eine Landwirtschaftsversicherung und ein Haftpflichtschutz für Weidevieh in Oberösterreich angeboten.

## Engagement
Die Oberösterreichische Versicherung engagiert sich in den Bereichen Kunst, Kultur, Wissenschaft, Gesellschaft, Sport und Soziales.
Seit Juli 2011 stellt die Oberösterreichische Versicherung in Kooperation mit dem Land Oberösterreich einen kostenlosen Versicherungsschutz für ehrenamtlich Engagierte zur Verfügung. Dieser umfasst sowohl einen Unfallschutz als auch eine Haftpflichtversicherung. Die Oberösterreichische Versicherung verleiht außerdem gemeinsam mit der Bezirksrundschau, dem Land Oberösterreich und dem ORF Oberösterreich in jedem Bezirk Oberösterreichs den Ehrenamtspreis „Florian“ an besonders engagierte ehrenamtliche Helfer. Aus den Bezirkssiegern wählt eine Jury anschließend den Landessieger aus.
Im sportlichen Bereich unterstützt das Unternehmen Vereine und Veranstaltungen wie den LASK, Black Wings Linz, das ATP 100 Challenger Mauthausen und seit 2023 das Damen-Tennisturnier Upper Austria Ladies Linz als Sponsor.
Im Bereich der Nachwuchsförderung ist das Unternehmen Hauptsponsor der Internationalen Junioren Radrundfahrt und unterstützt die Eishockey Akademie Oberösterreich.
Die Oberösterreichische Versicherung unterstützt im Bereich Kunst und Kultur unter anderem die Konzertreihe Klassik am Dom, das Krone Fest sowie das Bruckner Orchester Linz (BOL).
Sozial engagiert sich das Unternehmen durch Kooperationen unter anderem mit dem Roten Kreuz OÖ, der Caritas OÖ oder der Oberösterreichischen Krebshilfe.

## Auszeichnungen (Auswahl)
- 2022: Auszeichnung mit dem Recommender-Gütesiegel Sehr gute Kundenorientierung in der Kategorie „Regionalversicherungen“[64][65]
- 2023: Auszeichnung als familienfreundlichster Arbeitgeber Österreichs durch die Arbeitgeber-Bewertungsplattform Kununu und das Frauenmagazin Freundin[66]
- 2024: Auszeichnung mit dem FMVÖ – Finanzmarkt Marketing Verband Österreich-Recommender-Award in der Kategorie „bestes Schadensmanagement“[65][67]
- 2024: 175. Platz in der Rangliste „Die besten Arbeitgeber 2024“ durch Trend[68]
- 2024: ÖGVS – Gesellschaft für Verbraucherstudien Branchen Champion 1. Platz Kundenservice in der Rubrik Kfz-Versicherer[69]